# Passungssystem
Das Passungssystem ist im Maschinenbau ein Hilfsmittel zur Vermeidung einer größeren Anzahl von Toleranzen. Passungssysteme tragen zur Optimierung der Fertigung bei.

## Zweck
Der Grundgedanke eines solchen Systems besteht darin, eines der beiden zu einer Passung gehörenden Werkstücke möglichst einheitlich zu fertigen und die zugehörige Toleranz in das andere Werkstück hinein zu verlegen. 
Unterschieden werden dabei zwei Verfahren, die Einheitsbohrung und die Einheitswelle.

## Einheitsbohrung
Die Abmaße für ISO-Passungen im System Einheitsbohrung werden in der ISO 286-2 genau definiert.
Bei der Einheitsbohrung(H) wird der Durchmesser einer Bohrung, etwa der einer Welle-Nabe-Verbindung, stets mit einem H-Feld nach dem ISO-Toleranzsystem toleriert, der Durchmesser der zugehörigen Welle wird – je nach Bedarf – einer beliebigen Toleranzfeldlage zugeordnet. Dies lässt sich durch das Drehen in der Praxis gut realisieren. 
Das Verfahren zeichnet sich durch einen kostengünstigen Einsatz der verwendeten Werkzeuge aus und ist im Maschinenbau vorherrschend. 
Der Grund ist, dass übliche Bohrwerkzeuge zwei oder mehr Werkzeugschneiden aufweisen, die zudem ohne größeren Aufwand geometrisch nicht änder- oder verstellbar sind. Außerdem ist die Messung und damit die Qualitätskontrolle der Innendurchmesser einer Bohrung aufwändiger als die Messung eines zugehörigen Außendurchmessers.

## Einheitswelle
Die Abmaße für ISO-Passungen im System Einheitswelle werden ebenfalls in der ISO 286-2 genau definiert.
Die Einheitswelle(h) sieht für die einzelnen Durchmesser der Wellenabsätze eine Tolerierung mit einem h-Feld nach dem ISO-Toleranzsystem vor. Die Innendurchmesser der darauf befindlichen Bauteile werden dann individuellen Toleranzfeldern zugeordnet. Das Verfahren ist eher selten anzutreffen, eine typische Anwendung sind beispielsweise die langen Wellen von Transmissionen und an Textilmaschinen oder in landwirtschaftlichen Geräten.

## Normung
Nach ISO werden die Toleranzen der Einheitsbohrung für die Welle mit Kleinbuchstaben angegeben, wobei die einheitlich auszuführende Bohrung stets mit H zu tolerieren ist. Bei der Einheitswelle liegen die Verhältnisse genau umgekehrt; die Toleranz der Welle wird mit h angegeben, die Toleranzen der zugehörigen Bohrungen erhalten Großbuchstaben.
Eine komplette Passungsauswahl für das System Einheitsbohrung wird in DIN 7157 definiert. Für das System Einheitswelle definiert dieselbe Norm ausschließlich Spielpassungen.

### Ausgewählte Passungen

#### Nach Passungssystem "Einheitsbohrung"

##### Spielpassungen
- H8/d9: Teile mit viel Spiel: Transmissionsteile, Lager für Baumaschinen
- H8/e8: Teile mit reichlich Spiel: Hauptlager für Kurbelwellen, Kolben in Zylinder
- H8/f7: Teile mit merklichem Spiel beweglich: Mehrfach gelagerte Welle, Kolben in Zylinder
- H8/h9: Teile leicht einzuschieben, geringes Spiel: Verschiebbare Zahnräder und Kupplungen
- H7/g6: Teile ohne merkliches Spiel beweglich: Zahnräder und Kupplungen
- H7/h6: Teile von Hand gerade noch verschiebbar: Führungen an Werkzeugmaschinen, Stellringe

##### Übergangspassungen
- H7/j6: Teile mit dem Gummihammer fügbar: Leicht ausbaubare Zahnräder, Lagerbuchsen
- H7/m6: Teile mit geringem Druck fügbar: Spurkränze auf Radkörper
- H7/n6: Teile mit dem Schlosserhammer fügbar: Zahnräder und Kupplungen auf Zapfen

##### Übermaßpassungen
- H7/p6: Teile mit Druck fügbar: Passfederverbindungen
- H7/r6: Teile mit größerem Druck fügbar: Welle-Nabe-Verbindungen, Hebelverbindungen
- H7/s6: Teile mit größerem Druck und zusätzlicher Erwärmung fügbar: Welle-Naben-Verbindungen